# الیزبار اودیکادزه
الیزبار اودیکادزه (به گرجی: ელიზბარ ოდიკაძე؛ زادۀ ۱۴ ژوئن ۱۹۸۹) یک کشتی‌گیر مرد گرجستانی است که در وزن ۹۷ ک‌گ کشتی آزاد رقابت می‌کند. اودیکادزه دارندهٔ مدال برنز مسابقات قهرمانی کشتی جهان ۲۰۱۸، مدال نقرهٔ بازی‌های اروپایی ۲۰۱۵، و همچنین برندهٔ شش مدال برنز رقابت‌های قهرمانی کشتی اروپا از ۲۰۱۶ تا ۲۰۲۱ است. 
اودیکادزه سابقهٔ حضور در بازی‌های المپیک ۲۰۱۶ ریو و المپیک ۲۰۲۰ توکیو را دارد که با باخت در برابر کشتی‌گیرانی از جمله عبدالرشید سعدالله‌اف در دست‌یابی به مدال نام ماند. او قهرمان جام تختی ۲۰۱۵ کرمانشاه است. ‌‌‌‌‌‌‌‌‌‌‌‌

## المپیک ۲۰۱۶ ریو
اودیکادزه در المپیک ۲۰۱۶ ریو در وزن ۹۷ کیلو حاضر بود که در مسابقه اول و دوم گئورگی کتویف از ارمنستان و مامد ابراگیموف از قزاقستان را شکست داد اما در نیمه نهایی به کایل اسنایدر از آمریکا شکست خورد و به دیدار رده‌بندی رفت. وی در دیدار رده‌بندی به آلبرت ساریتوف رومانیایی باخت و پنجم شد.

## مسابقات قهرمانی کشتی جهان ۲۰۱۸
اودیکادزه در وزن ۹۷ کیلوگرم کشتی آزاد مسابقات قهرمانی کشتی جهان ۲۰۱۸ بوداپست حاضر بود که در مسابقه های اول و دوم ژوزه روبرتی از ونزوئلا و اصلان‌بک آلبروف از آذربایجان را شکست داد اما در نیمه نهایی به عبدالرشید سعدالله‌اف از روسیه باخت و به دیدار رده‌بندی رفت. وی در دیدار رده‌بندی ماگومد ابراگیموف از ازبکستان را شکست داد و مدال برنز وزن ۹۷ کیلوگرم را بدست آورد.